# Gnadenwappen
Gnadenwappen, auch Begünstigungswappen oder Gnadenzeichen, wurden von Kaisern, Königen oder sonstigen Landesherren als Zeichen besonderer Gunst verliehen. Dem Wappen von verdienstvollen, zumeist adeligen Personen oder Geschlechtern wurde bei Standeserhebungen als Gunstbeweis beispielsweise der kaiserliche Adler oder das landesherrliche Stammwappen hinzugefügt.
Beispiel:
- Medici: In der obersten Pille drei goldene Lilien auf blauem Feld – eine Variation des französischen Königswappens – ist ein Gnadenzeichen König Ludwigs XI. von Frankreich (r. 1461–1483.)